# 皃姓
皃姓，一個中國姓氏，人數較少。

## 來源
來源不詳。但在《现代汉语词典》中寫到：“皃”同“貌”,貌姓是个姓氏,来源於中國春秋時期齊國貌辨之後。